# 隔山香
隔山香（学名：Angelica citriodorum）为伞形科当归属的植物，为中国的特有植物。分布于中国大陆的福建、广东、广西、江西、湖南、浙江等地，生长于海拔1,000米至1,200米的地区，常生长在山坡灌木林下、林缘和草丛中，目前尚未由人工引种栽培。

## 别名
柠檬香碱草（广州植物志）、前胡（浙江、福建）、正香前胡（浙江龙泉）、九步香（浙江乐清）、山竹青（浙江平阳、莒溪）、野茴香、土柴胡（江西会昌）、枸橼当归（苏、浙、皖、鲁、赣省伞形科药用植物名录）、九步香、野茴香（中国高等植物图签）

## 异名
- Angelica citriodora Hance